# Vườn quốc gia Los Alerces
Vườn quốc gia Los Alerces (tiếng Tây Ban Nha: Parque Nacional Los Alerces) là một vườn quốc gia nằm ở tỉnh Chubut, Argentina, cách thị trấn Esquel khoảng 50 km (30 dặm) về phía tây. Nó có diện tích 2.630 km vuông, nằm dọc theo biên giới với Chile, là nơi nổi tiếng với các cây Fitzroya cupressoides (bách Patagonia), trong ngôn ngữ bản địa được gọi là alerce (hay lahuán), và nó cũng chính là tên của vườn quốc gia. Ngày 7 tháng 7 năm 2017, trong phiên họp thường niên của Ủy ban Di sản thế giới, vườn quốc gia đã được công nhận là Di sản thế giới nhờ vào cảnh quan ngoạn mục (sông băng, núi, hồ nước), cùng với đó là thảm thực vật ôn đới dày đặc, các đồng cỏ núi cao hoang sơ. Vườn quốc gia là nhà của một số loài động thực vật có nguy cơ tuyệt chủng, đặc biệt là những khu rừng bách Patagonia cuối cùng.

## Tự nhiên

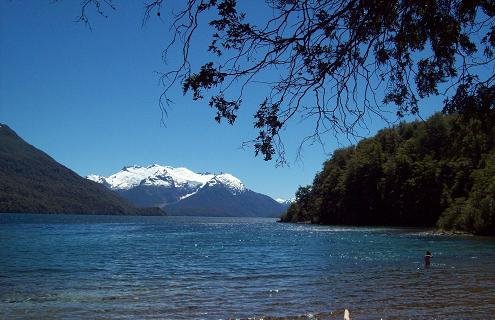
Hồ Menedez.

Được thành lập vào ngày 11 tháng 5 năm năm 1937 để bảo vệ rừng alerce, và các mẫu điển hình khác của hệ thực vật của khu vực Patagonia Andes. Vườn quốc gia có rừng diện tích cây alerce lớn nhất Argentina. Đây là một trong những loài cây có tuổi thọ lớn nhất thế giới, một số trong vườn quốc gia được xác định là khoảng 3.000 năm tuổi, và nhiều những cây đã đạt trên 1.000 năm tuổi. Vườn quốc gia được bao phủ chủ yếu bởi những cánh rừng, ngoài cây alerce thì loài arrayán (Luma apiculata) có thể được nhìn thấy dọc theo sông Arrayanes.
Ở phía tây của vườn quốc gia này có lượng mưa cao nên có những khu rừng mưa ôn đới Valdivia nằm dưới dãy núi Andes. Phần còn lại của vườn quốc gia này là rừng Patagonia đặc trưng tương tự như tại các vườn quốc gia khác là Lanín và Nahuel Huapi, với những loài khác gồm các loài của Họ Cử phương nam là Nothofagus pumilio và Nothofagus dombeyi.
Tại đây cũng có một thống hồ phức tạp với nhiều nhánh sông, quan trọng nhất là các hồ Menendez, Rivadavia, Futalaufquen, Kruger và sông Frey. Một đập thủy điện cung cấp điện năng cho ngành công nghiệp ở Puerto Madryn, đã tạo ra một hồ nhân tạo lớn có tên là Amutui Quimei, đổ ra sông Futaleufú, chảy qua lãnh thổ Chile.
Về động vật, đây là nhà của nhiều loài chim, trong đó phải kể tới Scelorchilus rubecula, Campephilus magellanicus (Gõ kiến Magellan), Colaptes pitius, Vultur gryphus (Thần ưng Andes), Enicognathus ferrugineus (Vẹt đuôi dài phương nam), Glaucidium brasilianum, Patagioenas araucana (Bồ câu Patagonia),...
Các loài hươu đỏ, hươu hoang, lợn rừng và thỏ được đưa vào môi trường tự nhiên tại đây khiến những cánh rừng trong vườn quốc gia bị ảnh hưởng nghiêm trọng. Vì vậy, hoạt động săn bắn có giới hạn thì là hoạt động được phép. Trước đây, những con chồn nâu châu Mỹ đã từng được đưa vào đây từ năm 1945, chủ yếu là ở khu vực Cholila, một thị trấn phía tây bắc của vườn quốc gia. Đến những năm 1970, số lượng của chúng đã phát triển và lan rộng khắp hai tỉnh Chubut và Río Negro. Tuy nhiên, chúng là loài động vật ăn thịt các loài động vật gặm nhấm, cá, động vật giáp xác, ếch, và các loài chim khiến hệ động vật hoang dã bị đe dọa nghiêm trọng. Tương tự là những con pudu bị tấn công bởi chó hoang. Hoạt động săn bắn đe dọa cho cả hai loài nai Nam Andes và báo sư tử.

## Du lịch
Các hoạt động du lịch phổ biến ở đây gồm có đi bộ, câu cá và chèo thuyền trên hồ. Trong vườn quốc gia là khu nghỉ mát Villa Futalaufquen,nơi có đầy đủ các thông tin và dịch vụ cho chuyến du lịch tới vườn quốc gia